# Nasir Lamine
Nasir Lamine (7 de fevereiro de 1985) é um futebolista profissional ganês que atua como defensor.

## Carreira
Nasir Lamine representou a Seleção Ganesa de Futebol nas Olimpíadas de 2004.